# Warrap (Südsudan)
Koordinaten: 8° 5′ N, 28° 38′ O
Warrap (arabisch واراب Wārāb, Alternativschreibung Warap) ist seit 2015 die Hauptstadt des neu gegründeten Bundesstaates Tonj im Südsudan.

## Lage
Die Stadt liegt im Norden des Südsudans, rund 1000 km südwestlich von Khartum. Die Stadt Bi'r Qurud schließt sich entlang der Straße nach Nordwesten direkt an Warab an. Rund 15 km südlich liegt der Maleit-See.

## Bevölkerung
Aufgrund des Bürgerkrieges im Südsudan und der damit einhergehenden Flüchtlingsströme liegen keine Einwohnerzahlen zu Warrap vor.

## Infrastruktur
Die Infrastruktur von Warrap wurde durch den 2005 beendeten Sezessionskrieg im Südsudan stark in Mitleidenschaft gezogen.